# Mawsim al-rijāl
Mawsim al-rijāl (موسم الرجال), noto anche come La Saison des hommes, è un film del 2000 diretto da Moufida Tlatli.
È stato presentato nella sezione Un Certain Regard del 53º Festival di Cannes.

## Trama
Aisha, una diciottenne dell'isola di Gerba, è sposata con Said, che lavora a Tunisi per la maggior parte dell'anno. Aisha vive sotto il dominio della suocera, assieme alle altre mogli. Vorrebbe raggiungere il marito, ma quest'ultimo pone come condizione necessaria il dargli un figlio maschio, cosa che avviene. Tuttavia, il piccolo Aziz comincia a mostrare problemi nello sviluppo e Said lo ripudia. Aisha torna quindi a Gerba, questa volta con Aziz e le sue due figlie adulte. Il film utilizza lunghi flashback tra Aisha e le sue figlie che vivevano a Gerba prima della nascita di Aziz e poi scene nel presente, dove Aziz ha circa otto anni. Il film si conclude con la partenza della figlia minore, Emna, mentre Aisha e Aziz lavorano insieme al telaio, realizzando arazzi da vendere.